# دریاچه ماجیوره
دریاچه ماجیوره (ایتالیایی: Lago Maggiore، تلفظ [ˈla:ɡo madˈdʒo:re]؛ یا Lago Verbano [verˈba:no]؛ لاتین: Lacus Verbanus) غربی‌ترین دریاچه در میان سه دریاچه در کوه‌پایه‌های آلپ در ایتالیا و دومین دریاچه بزرگ این کشور پس از دریاچه گاردا است.
این دریاچه در نیمه‌راه مابین دریاچه‌های اورتا و لوگنو واقع‌شده و از حیث درازا، با طول تقریبی ۶۵ کیلومتر (۴۰ مایل)، در بین لوکارنو و آرونا جای دارد.